# Жабулле, Пьер
Пьер Шарль Эдмон Жабулле (1875—1947) — французский колониальный администратор в Индокитае, описавший множество видов птиц.

## Биография
Был сыном судьи и деятеля местного самоуправления в департаменте Кальвадос. Изучал право и работал в Барселонете. В 1905 году переехал в Индокитай. Работал чиновником, позже мэром Ханоя. Дослужился до губернатора. В 1923—1933 годах совершал орнитологические экспедиции совместно с Жаном Делакуром и, иногда, В. П. Лёвом, собрав множество экземпляров птиц. В 1928 году Парижская Академия наук присудила за эти исследования ему и Делакуру Премию Чихачева.
После своей отставки в 1933 году Пьер поселился в Шато де Клер и продолжал сотрудничество с Делакуром вплоть до начала Второй мировой войны. В последние годы он почти ослеп и не мог ходить. Скончался в Париже.

## Виды
Список некоторых из описанных учёным видов птиц:
- Arborophila merlini (Delacour & Jabouille, 1924)
- Arborophila cambodiana Delacour & Jabouille, 1928)
- Myiomela cambodiana (Delacour & Jabouille, 1928)
- Spelaeornis kinneari Delacour & Jabouille, 1930)
- Sitta solangiae Delacour & Jabouille, 1930)
- Rimator pasquieri Delacour & Jabouille, 1930)
- Schoeniparus klossi Delacour & Jabouille, 1931)